# ラグビーソロモン諸島代表
ラグビーソロモン諸島代表（ラグビーソロモンしょとうだいひょう）は、ソロモン諸島におけるラグビーユニオンのナショナルチームである。

## 歴史
1969年8月18日のパプアニューギニアとの第3回南太平洋ゲームで最初の国際試合は23-5で敗北、3日後のフィジーとの試合は13-113の大差で負けた。最初の勝利は2日後、ウォリス・フツナに対して36-0のスコア。
ワールドカップ予選には2003年大会から参加しているが、本大会出場はない。
2011年のFORUオセアニアカップではバヌアツとニウエを破って準優勝し、この結果IRBランキングで歴代最高位（当時）の69位に上昇した。

## 成績

### ワールドカップ
- 1987 - 不招待
- 1991 - 不参加
- 1995 - 不参加
- 1999 - 不参加
- 2003 - 予選敗退
- 2007 - 予選敗退
- 2011 - 不参加
- 2015 - 予選敗退
- 2019 - 予選敗退

### FORUオセアニアカップ
- 2005 - 1次リーグ敗退
- 2007 - 1次リーグ敗退
- 2008 - 不参加
- 2009 - 不参加
- 2011 - 準優勝
- 2013 - 3位